# Luc (cardinal, 1130)
Pour les articles homonymes, voir Luc.
Luc (né en France, et mort en 1140) est un cardinal français du XIIe siècle. Luc est membre de l'ordre des cisterciens.

## Biographie
Luc est un disciple et un ami de Bernard de Clairvaux, le futur saint. 
Le pape Innocent II le crée cardinal lors d'un consistoire de 1130.